# 獅子座79
獅子座79，又名BD+02 2418，HD 99055、SAO 118831、HR 4400，是獅子座的一颗恒星，视星等为5.39，位于銀經260.09，銀緯56.83，其B1900.0坐标为赤經11h 18m 54.4s，赤緯+1° 56.83′ 24″。